# Barazi-Epsilon
Barazi-Epsilon (dawniej Epsilon Sport) – francuski zespół wyścigowy, założony w 2000 roku przez Juana Barazi w miejsce Graff Racing w Formule 3. W historii startów zespół pojawiał się w stawce Francuskiej Formuły 3, LeMans Endurance Series, American Le Mans Series, Formuły 3 Euro Series, Brytyjskiej Formuły 3, Superleague Formula oraz w Le Mans Series. Zespół zakończył działalność w 2009 roku.

## Starty

### Formuła 3 Euro Series
| Rok  | Bolid                 | Kierowcy          | Wygrane | PP | NO | Pkt | M.K. | M.Z. |
| ---- | --------------------- | ----------------- | ------- | -- | -- | --- | ---- | ---- |
| 2008 | Dallara F308-Mercedes | Stéphane Richelmi | 0       | 0  | 0  | 0   | NS†  | NS†  |

† – zawodnik/Zespół nie był liczony do klasyfikacji.